# Paul (Capo Verde)
La contea di Paul o Paúl è una contea di Capo Verde con 6 997 abitanti al censimento del 2010.
Si trova sull'isola di Santo Antão, appartenente al gruppo delle Barlavento.